# 周子馨
周子馨（英語：Julia Chow，1991年8月4日—），香港廣告模特兒及女演員，曾任職空中服務員，2020年首次演出電影「家有囍事2020」而入行，現為黃百鳴的電影公司「東方影業」及「天星演藝」旗下藝人。

## 演出作品

### 電影
| 年份   | 片名         | 角色 |
| 2020年 | 家有囍事2020 |      |
| 2022年 | 忽然心動     | 李雪 |
| 2023年 | 失衡凶間3    |      |

### 音樂
| 年份   | 歌名                  | 合作藝人 |
| 2021年 | 《Life In Metaverse》 | 吳啟明   |

### 廣告代言
| 年份   | 產品                   | 形式                                                 |
| 2023年 | 風奇金融 Funki Finance | 代言人 . [2023-05-28]. （原始内容存档于2023-05-28）. |
| 2023年 | Vimtox                 | 代言人                                               |